# Torneio Municipal de Futebol do Rio de Janeiro 1944
In 1944 werd de derde editie van het Torneio Municipal de Futebol do Rio de Janeiro  gespeeld voor de clubs uit de stad Rio de Janeiro. De competitie werd gespeeld van 1 april tot 25 juni en ging vooraf aan het Campeonato Carioca dat een week later van start ging. Vasco da Gama werd kampioen.

## Eindstand
| Plaats | Club          | Wed. | W | G | V | Saldo | Ptn. |
| ------ | ------------- | ---- | - | - | - | ----- | ---- |
| 1.     | São Cristóvão | 9    | 7 | 1 | 1 | 29:17 | 15   |
| 2.     | Fluminense    | 9    | 5 | 3 | 1 | 21:11 | 13   |
| 3.     | Botafogo      | 9    | 5 | 2 | 2 | 34:18 | 12   |
| 3.     | America       | 9    | 5 | 2 | 2 | 20:14 | 12   |
| 3.     | Canto do Rio  | 9    | 5 | 2 | 2 | 24:23 | 12   |
| 6.     | Flamengo      | 9    | 4 | 2 | 3 | 21:16 | 10   |
| 7.     | Vasco da Gama | 9    | 2 | 2 | 5 | 11:17 | 6    |
| 7.     | Bonsucesso    | 9    | 2 | 2 | 5 | 14:26 | 6    |
| 9.     | Madureira     | 9    | 1 | 2 | 6 | 14:27 | 4    |
| 10.    | Bangu         | 9    | 0 | 0 | 9 | 14:33 | 0    |

|  | Winnaar |

## Kampioen
| Torneio Municipal de Futebol do Rio de Janeiro 1944 |
| Rio de Janeiro                                      |
| --------------------------------------------------- |
| VASCO DA GAMA Kampioen (1° titel)                   |

## Topschutters
| Speler            | Speler            | Goals | Team          |
| ----------------- | ----------------- | ----- | ------------- |
| Vlag van Brazilië | Heleno de Freitas | 10    | Botafogo      |
| Vlag van Brazilië | Isaías            | 10    | Vasco da Gama |